# محاصره قلعه تاکاتوئو (۱۵۸۲)
محاصره قلعه تاکاتوئو (به ژاپنی: 高遠城の戦い) یکی از نبردهای نهایی اودا نوبوناگا و توکوگاوا ایه‌یاسو بر ضد باقیمانده خاندان تاکدا بود.
در فوریه ۱۵۸۲، زمانی که ارتش اودا فتح کوشو را به دستور اودا نوبوناگا آغاز کرد، قلعه تاکاتوئو، جایی که ۳۰۰۰ سرباز (بعضی‌ها می‌گویند ۵۰۰) در آنجا مستقر بودند، توسط ۵۰۰۰۰ سرباز به رهبری اودا نوبوتادا پسر ارشد نوبوناگا محاصره شد. در محاصره یک ارتش بزرگ در این زمان، نوبوتادا به تاکدا مورینوبو (برادر رهبر خاندان تاکدا تاکدا کاتسویوری) توصیه کرد که تسلیم شود، اما مورینوبو نپذیرفت.
اودا نوبوتادا، جانشین منتخب اودا نوبوناگا و فرمانده ارتش اودا، در حالی که خود را در قلعه مستحکم می‌کرد، یک راهب بودایی را برای مذاکره برای تسلیم فرستاد.
با این حال، مورینوبو با بریدن بینی و گوش‌های راهب پاسخ داد و در حمله بعدی به قلعه کشته شد. قبل از اینکه در هنگام سقوط قلعه سپپوکو انجام دهد، پیشگویی خود را از مرگ نوبوناگا به سربازان اودا گفت که به زودی محقق شد. وی در سن ۲۶ سالگی درگذشت. تقریباً ۵۰۰ رعیت نیز در این نبرد کشته شدند، و قلعه تاکاتوئو سقوط کرد. گفته می‌شود که ارتش اودا نیز متحمل ۳۰۰ کشته شد.